# Faith and Confidence

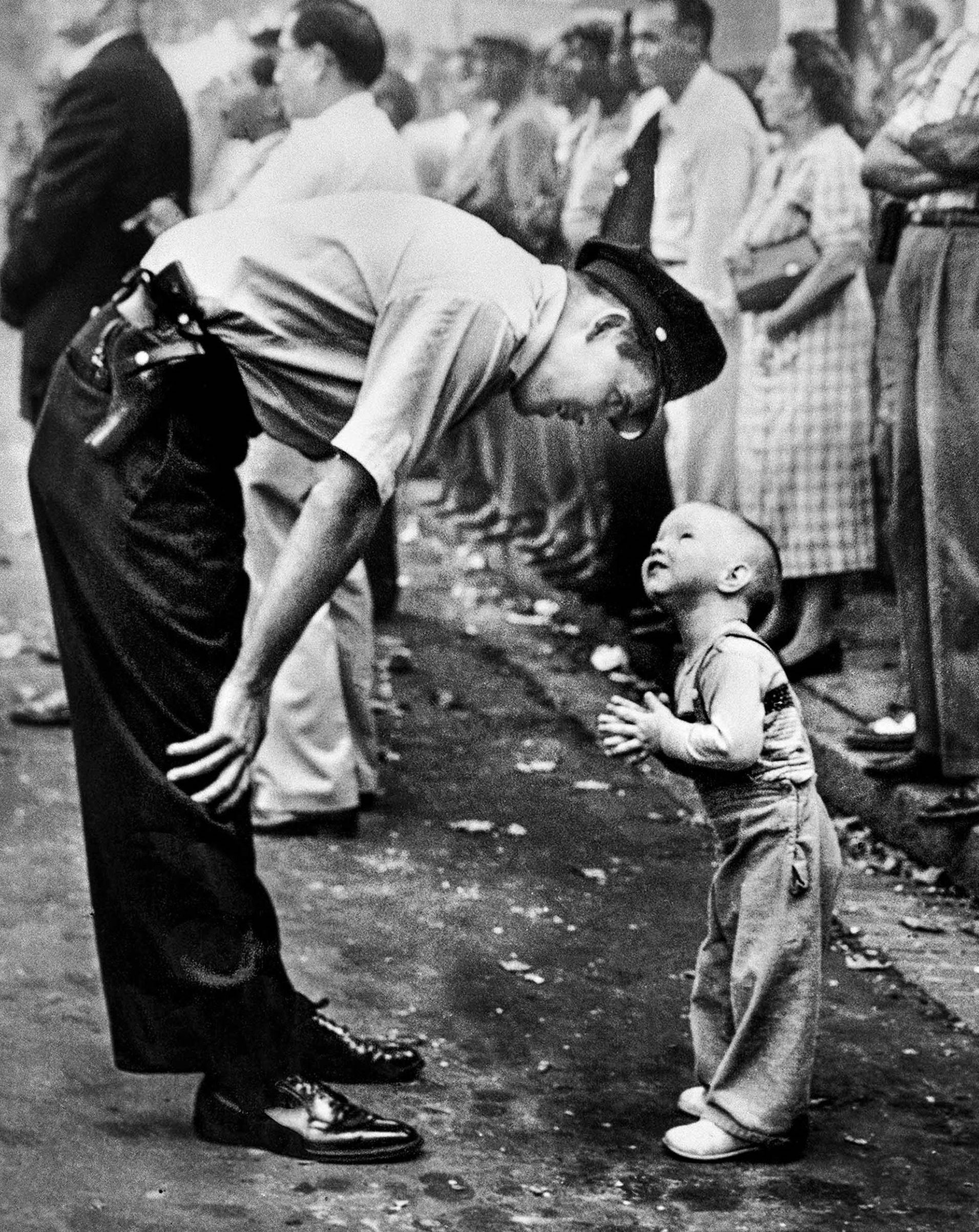
Faith and Confidence (1957), um policial raciocina pacientemente com um menino de dois anos

Faith and Confidence é uma fotografia vencedora do Prêmio Pulitzer de 1958, retratando Allan Weaver, de dois anos, fazendo uma pergunta ao policial Maurice Cullinane. A imagem foi capturada em 1957 por William C. Beall em Washington, D.C., durante um desfile em Chinatown, Washington, D.C.. Beall, fotógrafo-chefe do The Washington Daily News, testemunhou o momento e a foto deixou uma profunda impressão nos leitores quando foi publicada no jornal. A imagem foi amplamente reproduzida, incluindo na revista Life.

## Contexto

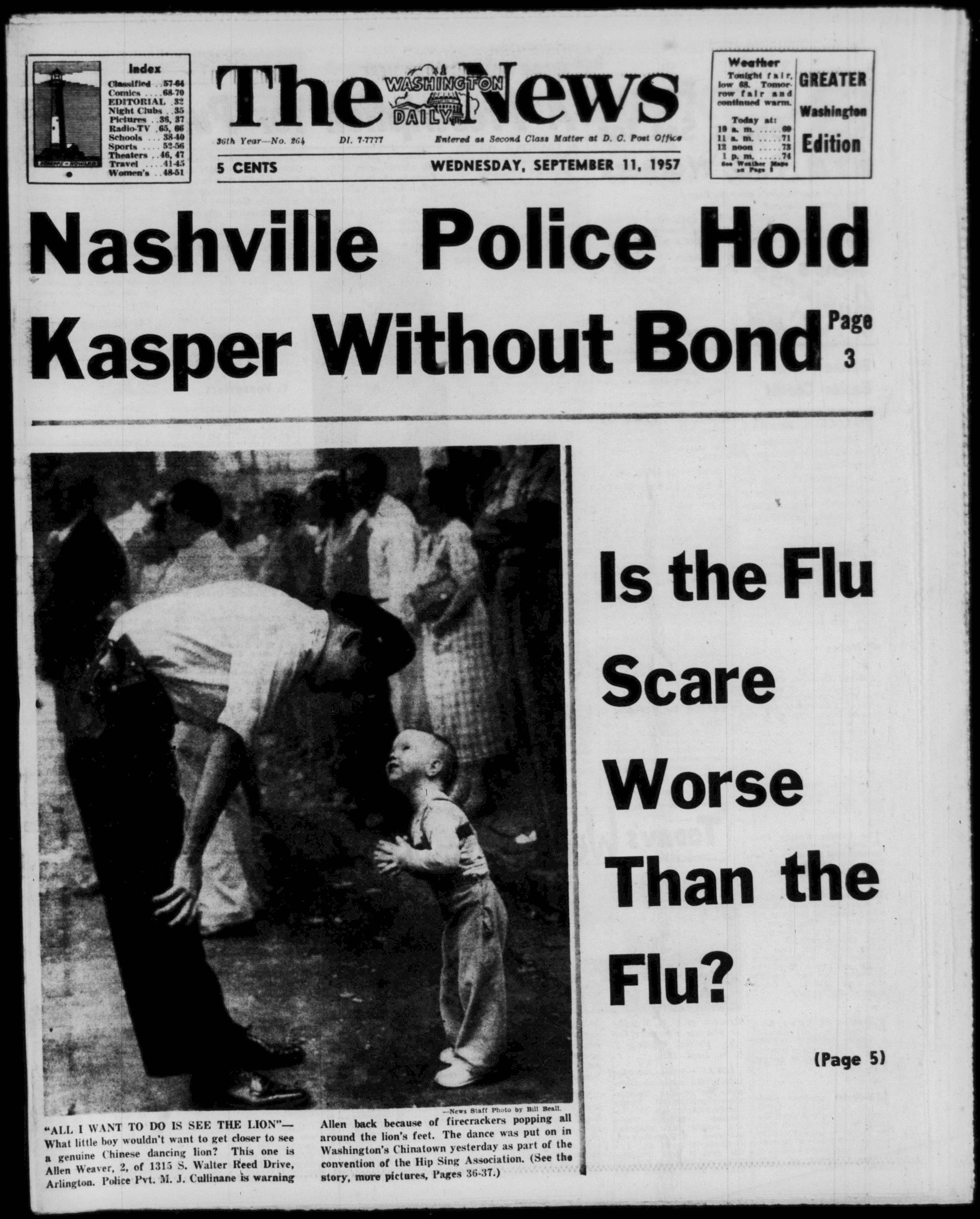
A foto foi publicada na primeira página do The Washington Daily News em 11 de setembro de 1957.

William C. Beall trabalhava como fotógrafo na redação do The Washington Daily News. Em 10 de setembro de 1957, ele estava na área de Chinatown em Washington, D.C., para fotografar um desfile. Allan Weaver, de dois anos, estava presente no desfile e se aproximou do policial Maurice Cullinane para perguntar se ele era um US Marine. A imagem foi impressa em várias publicações, inclusive na contracapa da revista Life, e recebeu o Prêmio Pulitzer de Fotografia em 1958.

## Descrição
Denny, filho de William Beall, afirmou que seu pai capturou a imagem por acaso: "Ele simplesmente virou, viu aquilo e clicou, assim mesmo: Girou, clicou e ele conseguiu." William Beall afirmou ter utilizado uma abertura de f/16 e uma velocidade do obturador de 1⁄100 de segundo. Uma descrição da imagem relata que o menino queria se aproximar do desfile para ver os dragões dançantes, mas o policial o mandou parar devido ao tráfego e aos fogos de artifício. O pai do menino era um Marine, destacado no Japão. Allan Weaver, o garoto na imagem, mais tarde descreveu o que aconteceu na cena: "Quando um policial se aproximou, eu me inclinei e perguntei se ele era um Marine."
O júri do Pulitzer Prize em 1958 era composto por Vincent Jones, Julius H. Klyman e Ralph McGill. Os membros do júri não ficaram impressionados com as inscrições e afirmaram que não havia uma única imagem destacada. Quando Beall ganhou o prêmio, o diretor do Federal Bureau of Investigation J. Edgar Hoover afirmou que Faith and Confidence merecia o Pulitzer. A descrição da imagem no site dos Prêmios Pulitzer afirma que Faith and Confidence [mostra] um policial pacientemente raciocinando com um menino de dois anos que tentava atravessar a rua durante um desfile. O júri também disse que a foto era "uma imagem cativante que causou uma profunda impressão nos leitores ... congelando para sempre um momento de inocência infantil."

## Recepção
Beall deu à imagem o título de Faith and Confidence e ela provocou emoções. Algumas pessoas escreveram poemas, enquanto outras, ao ver a imagem, disseram que ela as fez chorar. Algumas pessoas enviaram cartas ao policial na imagem, Cullinane. Maurice Cullinane acabou se tornando o chefe de polícia em 1974. Uma escultura pública de Cullinane e Weaver foi criada a partir da fotografia e está exposta em Jonesboro, Geórgia.